# اگر نمی‌توانم عشق داشته باشم، قدرت می‌خواهم (فیلم)
اگر نمی‌توانم عشق داشته باشم، قدرت می‌خواهم فیلمی در سبک‌های ترسناک فانتزی تاریخی به ‌ارگردانی کالین تیلی و تهیه‌کنندگی جیمی رانتا می‌باشد.